# Jean Vanden Bogaerde
Jean Vanden Bogaerde (Kortrijk, 16 februari 1929 – Wondelgem, 27 september 2023) was een Belgisch architect en stedenbouwkundige.

## Leven/Werk
Vanden Bogaerde volgde studies architectuur en stedenbouw aan het Hoger Instituut Sint Lucas in Gent en behaalde zijn diploma in 1952. Hij liep eerst stage bij Willy Valcke (Gent) en nadien bij Renzo Zavanella (Milaan). Was sinds 1955 docent aan het Hoger Instituut Sint Lucas in de ateliers van derde, vierde en vijfde leerjaar.
Jean Vanden Bogaerde overleed in 2023 op 94-jarige leeftijd.

## Prijzen
- Ontving de Grote Prijs in de wedstrijd van Individuele Inzendingen toegekend door de Expo 58 als deelnemer aan de klas 37/1 “Hedendaagse Architectuur”.
- In 1959 behaalde hij de tweede prijs in de wedstrijd Pro Arte Christiana voor de bouw van de Sint-Bernadettekerk in Mortsel die in samenwerking met architect Jos Van Driessche werd opgetrokken in beton en baksteen. In 1962 werd het gebouw beschermd als onroerend erfgoed.
- Tweede vermelding Prijs Van de Ven, prijs voor Belgische architectuur enkel voor uitgevoerde werken in moderne architectuur (1961), voor de Woning Poelman, Stenenbrug 15 Lokeren-Eksaarde.[3]
- De grote prijs van de Sint Lucasscholen in België (1962).
- De grote prijs van Rome (1963).

## Lidmaatschappen
- Lid van verscheidene jury’s architectuur.
- Van 1972 tot 1989 was Vanden Bogaerde architectuurdocent verbonden aan het Hoger Academisch Instituut van het Rijk in Antwerpen.
- Urbanist van de gemeenten Outrijve en Elverdinge.
- Bestuurslid van SBUAM (Société belge des urbanistes et architectes modernistes).
- Lid van SCAB-Design - (producent van Italiaans meubilair).
- Lid van Raadgevende Commissie voor het onderwijs in de bouwkunst.
- Lid van K.V.B.O.V, Koninklijke Vereniging Bouwmeesters Oost-Vlaanderen.
- Expert bij het disconto kantoor der Nationale Bank van België te Gent.

## Studiereizen
Nederland, Frankrijk, Denemarken, Zweden, Finland, Zwitserland, Italië, Spanje, Griekenland en Egypte.

## Voornaamste realisaties 1955-2003
Hij ontwierp een zestigtal ontwerpen waarvan de voornaamste:
- Villa Van Hove, Rubenslaan, Sint-Denijs-Westrem, België, 1955
- Winkel en appartementen Jacques Nachtergaele, Kardinaal Mercierstraat, Brugge, België, 1958
- Wedstrijd Europese Woning, 1960
- Woonhuis M. Hoste, Achterleie 29, Gent, België, 1961
- Parochiekerk Kerkfabriek St. Bernadette, Hof Van Rieth, Mortsel, België, 1962[4]
- Architectenwoning Jean Vanden Bogaerde, Brakelstraat 25, Sint-Martens-Latem, België, 1965-1966[5][6]
- Wedstrijd Monument, kruising E3/E5, Zwijnaarde, België, 1970
- Wedstrijd Gent Morgen, Gent, België, 1971
- Het Torenken, hoekhuis van de 15e eeuw, ambachtshuis voor de huidevetters opgetrokken in 1450, Vrijdagmarkt, Gent, België, 1972- 1976
- Brandweerkazerne, Rodenhuize, Gent, België, 1973
- Centrale Bibliotheek, Belfortstraat/Hoogpoort, Gent, België, 1979
- Bejaardencentrum OCMW, Priesterage, Sint-Martens-Latem, België, 1982[7]
- Sint-Martinuskerk, Sint-Martens-Latem, België, 1988
- Gemeentehuis, Sint-Martens-Latem, België, 1992
- Bibliotheek, Sint-Martens-Latem, België, 2001
- Verbouwing dubbelwoning, Kerkakker 2/4, Sint-Martens-Latem
- Appartementen Leiepoort, Kortrijksepoortstraat, Gent

## Archief
Vanden Bogaerdes archief wordt bewaard in het Sint-Lukasarchief (sinds 2016 deel van de CIVA Foundation) omvat hoofdzakelijk tekeningen, fotomateriaal, reproducties, Cd-rom, fotoalbums, maquettes en uitgebreid aantal publicaties, tijdschriften, boeken en vakliteratuur.
Sint-Lucasarchief: Huldetentoonstelling “Jean Vanden Bogaerde 80, Architectuur, een boodschap.“ ter gelegenheid van zijn 80e verjaardag werd gehouden in het Gemeentehuis Sint-Martens-Latem, 9 mei t.e.m. 30 juni 2009. De tentoonstellingspanelen worden bewaard in het extern depot; de digitale bestanden en de foto’s van de tentoonstelling zijn consulteerbaar op de server van het Sint-Lukasarchief.

## Villa “Arca”
Op een wigvormig terrein aan een splitsing van straten in Sint-Martens-Latem bouwde Vanden Bogaerde zijn persoonlijke architectenwoning in 1966. Het ontwerp werd ondertussen geklasseerd en beschermd als onroerend erfgoed. De originaliteit van het gebouw illustreert zijn visionaire zeer vooruitstrevende kijk alsook zijn lef en creativiteit in de inrichting van hedendaagse interieurs. Voor die tijd best bijzonder zijn de houtskeletbouw, de open keuken, de kinderliving, de functionele onderverdeling in woon en werkruimte, het gebruik van prefab elementen. De vernieuwde circulatie in de transitieruimtes in tegenstelling met de klassieke werd verwezenlijkt op een eenvoudige rechthoekige plattegrond met symmetrische indeling. Het gebruik van verplaatsbare en beweegbare panelen naar Japanse stijl maken het ruimtegebruik zeer flexibel. De gewelfde houten structuur van het dak ritmeert het interieur met dit decoratief gebogen accent. Dakgoten zijn onbestaand het water sijpelt van het dak in betonnen met keien gevulde silo’s naast de woning. Het materiaalgebruik is vrij eenvoudig: crepi, hout, golfplaten en zwarte pvc. Zeer vernieuwend is de functionele opsplitsing in een kantoor en woongedeelte. De werkruimte overspant de volledige beneden verdieping kreeg een glazen gevel en springt in ten opzichte van het woongedeelte op de bovenverdieping. Centraal staat de trap. Buiten vervaardigt uit hout geeft toegang tot het privaat. Binnenin staat eveneens de trap als centraal element; ecologisch verlicht tijdens de dag door ronde openingen in het dak. Aan de voorkant pronkt een open keuken met ronde lichtopeningen in het plafond; aan de achterzijde situeert zich een moderne badkamer. Links en rechts aan de uiteinden van het gebouw omsluitend de zitplaats en de eetkamer kregen ouders en kinderen hun aparte leefruimten en slaapkamers.